# Komisariat Straży Granicznej „Kobyla Góra”
Komisariat Straży Granicznej „Kobyla Góra” – jednostka organizacyjna Straży Granicznej pełniąca służbę ochronną na granicy polsko-niemieckiej w latach 1930–1939.

## Formowanie i zmiany organizacyjne
W drugiej połowie 1927 przystąpiono do gruntownej reorganizacji Straży Celnej. W praktyce skutkowało to rozwiązaniem tej formacji granicznej.
Rozporządzeniem Prezydenta Rzeczypospolitej Polskiej Ignacego Mościckiego z 22 marca 1928 roku, do ochrony północnej, zachodniej i południowej granicy państwa, a w szczególności do ich ochrony celnej, powoływano z dniem 2 kwietnia 1928 roku  Straż Graniczną.
Od 1928 przy komisariacie Gola funkcjonował podkomisariat Kobyla Góra.
Rozkazem nr 11 z 9 stycznia 1930 roku  o reorganizacji Wielkopolskiego Inspektoratu Okręgowego komendant Straży Granicznej płk Jan Jur-Gorzechowski ustalił numer i organizację samodzielnego już komisariatu. Stan osobowy komisariatu z dnia 1 stycznia 1934 to jeden oficer i 32 szeregowych

## Służba graniczna
Oficerowie komisariatu uzbrojeni byli w pistolety i szable, szeregowi w kbk Mosin wz. 91/98. Kierownicy placówek, przewodnik psa i wywiadowcy posiadali dodatkowo pistolety czeskie kal.9 mm. Kierownik komisariatu i zastępca posiadali konie do swojej dyspozycji. Na stanie komisariatu znajdował się jeden rower. Szeregowi do służby używali rowerów prywatnych. Poza tym do dyspozycji posiadano dwa konie i podwózkę. Komisariat w 1934 roku mieścił się w budynku wynajmowanym przez Skarb Państwa.
Sąsiednie komisariaty:
- komisariat Straży Granicznej „Sośnie” ⇔ komisariat Straży Granicznej „Bralin” − styczeń 1930

## Struktura organizacyjna
Organizacja komisariatu w styczniu 1930:
- 3/12 komenda − Kobyla Góra
- placówka Straży Granicznej I linii „Kąty Śląskie”
- placówka Straży Granicznej I linii „Rybin”
- placówka Straży Granicznej I linii „Pisarzowice”
- placówka Straży Granicznej II linii „Kobyla Góra”

## Funkcjonariusze komisariatu
| Kierownicy/komendanci komisariatu | Kierownicy/komendanci komisariatu | Kierownicy/komendanci komisariatu | Kierownicy/komendanci komisariatu |
| stopień                           | imię i nazwisko                   | okres pełnienia służby            | kolejne stanowisko                |
| --------------------------------- | --------------------------------- | --------------------------------- | --------------------------------- |
| komisarz                          | Leonard Froelich                  | – X 1932                          |                                   |
| podkomisarz                       | Władysław Szydło                  |                                   |                                   |
| Zastępcy komendanta komisariatu   |                                   |                                   |                                   |
| starszy strażnik                  | Józef Drozd                       | 1 V 1939 –                        |                                   |